# برگ‌های پاییزی (ترانه)

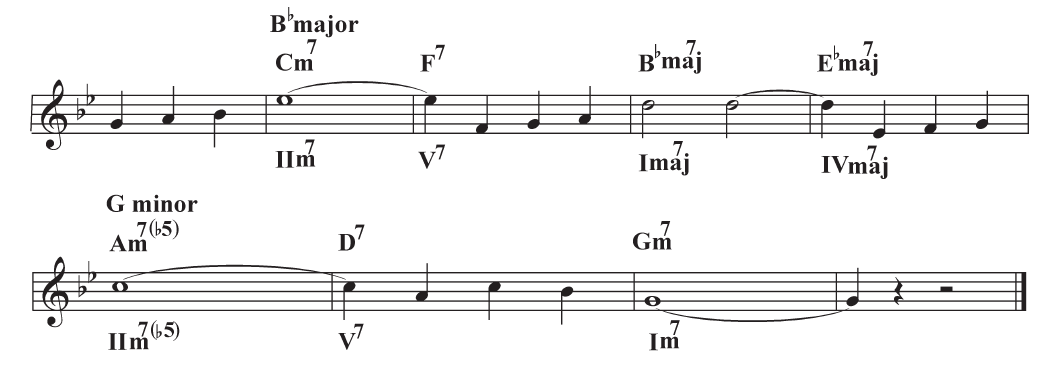
بخشی از نت

«برگ‌های پاییزی» یک موسیقی عامه پسند است که نسخهٔ اصلی آن به زبان فرانسوی و در سال ۱۹۴۵ نوشته شده‌است. نام اصلی آن به فرانسوی "Les Feuilles mortes" (به معنای "برگ‌های مرده") است. موسیقی آن توسط آهنگ ساز مجارستانی-فرانسوی ژوزف کوزما ساخته شده و شعر آن توسط شاعر و فیلمنامه‌نویس فرانسوی ژاک پره ور نوشته شده‌است. عنوان مجارستانی این آهنگ "Hulló levelek" (به معنای سقوط برگ) است. ایو مونتان (به همراه ایرن خوکیم) از این آهنگ در فیلم دروازه های شب استفاده کردند.

## ساختار و آکوردها
این آهنگ در قالب AABC ساخته شده‌است. ترانهٔ «برگ‌های پاییزی» برای نوازندگان تازه‌کار موسیقی جاز بسیار مفید است، چرا که توالی آکوردهای به کار رفته در آن تنها از درجات ii-V-I و ii-V گام تشکیل شده‌است. این آهنگ به صورت اورجینال در گام سل مینور نوشته شده‌است اما در گام می مینور و گام‌های دیگر نیز اجرا می‌شود. ایوا کسیدی این آهنگ را در گام سی بمل مینور اجرا کرده‌است.